# Phlebotomus mongolensis
Phlebotomus mongolensis är en tvåvingeart som beskrevs av John Alexander Sinton 1928. Phlebotomus mongolensis ingår i släktet Phlebotomus och familjen fjärilsmyggor. Inga underarter finns listade i Catalogue of Life.
Artens utbredningsområde är Asien, fynd har gjorts i Ryssland, Iran, Afghanistan, Kina och Mongoliet.